# Ditrichum subcapillaceum
Ditrichum subcapillaceum är en bladmossart som beskrevs av William Walter Watts och Whitelegge 1902. Ditrichum subcapillaceum ingår i släktet grusmossor, och familjen Ditrichaceae. Inga underarter finns listade i Catalogue of Life.